# Agalmyla johannis-winkleri
Agalmyla johannis-winkleri är en tvåhjärtbladig växtart som först beskrevs av Friedrich Fritz Wilhelm Ludwig Kraenzlin, och fick sitt nu gällande namn av Brian Laurence Burtt. Agalmyla johannis-winkleri ingår i släktet Agalmyla och familjen Gesneriaceae. Inga underarter finns listade i Catalogue of Life.